# Amantina Cobos de Villalobos
Amantina Cobos de Villalobos (Astorga, León 1875? -Sevilla 1961) fue una periodista, escritora, maestra  y fundadora del Ateneo Femenino de Sevilla.

## Biografía
Amantina Cobos, de nombre real Patrocinio Amancia Cobos Losúa, nació en Astorga (León), pero la mayor parte de su vida la pasó en la ciudad de Sevilla. Fue maestra, periodista y escritora.  
En el siglo XIX las mujeres intelectuales eran maestras de primera enseñanza, como única salida para las mujeres que querían continuar formándose más allá del bachiller, vieron en la Escuela Normal de Magisterio la casi única vía de escape a sus aspiraciones educativas. Amantina era hermana de la, también, intelectual  y feminista Olimpia Cobos, que además de maestra era licenciada en Filosofía y Letras. Ambas hermanas, Amantina y Olimpia, fueron pintadas por Manuel Villalobos.
Trabajó para mejorar la educación de las mujeres y para crear un espacio cultural que les permitiera el acceso, logrando con su trabajo y tesón la fundación del Ateneo Femenino de Sevilla. 
Escribió con asiduidad artículos en la prensa local y en revistas, también dio conferencias en el Ateneo y otros centros y participó en múltiples actos oficiales.

## Publicaciones
Su primera publicación fue A la Virgen de los Reyes (1909), accésit del IX Certamen de la Real Asociación de Maestros de Primera Enseñanza de San Casiano. 
Escribió la primera genealogía de 29 mujeres sevillanas Mujeres célebres sevillanas prologado por Luis Montoto y Rautenstrauch, en 1917.Que ha sido reeditada en 2008 como Mujeres sevillanas ilustres.
En 1917 gana el Certamen Concepcionista y al año siguiente se publican sus poemas bajo el título Tradiciones Sevillanas (1918). 
En 1920, un año después del fallecimiento de Olimpia en el Colegio de Santa Victoria de Córdoba (donde ejercía su labor como maestra en la Escuela Superior de Magisterio), Amantina recopila todas las publicaciones de su hermana bajo el título de Reino de ensueño.
Durante el año 1924, Amantina Cobos publicará un extenso poemario titulado Romances caballerescos y tres novelas cortas, Por aquella senda... y La Condesita Laurel, publicadas en la colección "La Novela del Día" y La Célebre Casanova, publicada en el nº 3 de la revista Oromana (Alcalá de Guadaira).
Amantina Cobos, aunque polifacética centró su actividad en la investigación histórica, publicando, por ejemplo, el ensayo titulado Apuntes históricos de San Juan de Aznalfarache, de 1927. 
Se conoce, gracias a la prensa, que tenía otras obras en preparación, como Sevilla en el siglo XVI o Bellezas de Andalucía.

## Reconocimientos
- Amantina Cobos junto a Dolores del Río Sánchez Granada fue premiada en el IX Certamen (1910) convocado por la Asociación de Maestros de Primera Enseñanza de San Casiano.[11]
- En el mundo académico, fue nombrada Académica de Honor de la Real Academia Hispanoamericana de Ciencias y Artes de Cádiz, en octubre de 1923.[11]
- En el mundo literario, recibió el homenaje en 1955 de la Institución literaria decana de Sevilla Noches del Baratillo.
- En Sevilla se le ha reconocido su labor poniendo su nombre a la Glorieta Amantina Cobos
- En San Juan de Aznalfarache tiene dedicada una calle.